# Hoste (Francia)
Hoste è un comune francese di 611 abitanti situato nel dipartimento della Mosella nella regione del Grand Est.

## Società

### Evoluzione demografica
Abitanti censiti